# Kłobia (potok)
Kłobia (niem. Säuferwasser) – potok górski, prawy dopływ Bystrzycy o długości 3,82 km. Płynie w Sudetach Środkowych  w Górach Sowich.
W części źródliskowej składa się z kilku potoczków, wypływających wachlarzowato z rozległych łąk, z których największy wypływa ze źródła na wysokości około 695 m n.p.m., z wschodniego zbocza Osówki. Potok w górnym biegu spływa stromą, dość głęboką zalesioną doliną, której zbocza miejscami przechodzą w skalne zręby a dalej doliną łagodnie wśród łąk i pól Obniżenia Górnej Bystrzycy płynie w kierunku Bystrzycy, do której wpada na wysokości ok. 490 m n.p.m. w Głuszycy. Nad potokiem, w górnym biegu znajdują się obiekty podziemnego kompleksu "Riese" z okresu II wojny światowej oraz ślady wyrobisk z lat 50. XX wieku po eksploatacji rud uranu.